# السيد أبو العربي وصل (فلم)
السيد أبو العربي وصل فيلم كوميدي مصري من إنتاج سنة 2005. من إخراج محسن أحمد، وتأليف طارق عبد الجليل، من بطولة هاني رمزي، منة شلبي، صلاح عبد الله، طلعت زكريا، وحيد سيف.

## قصة الفيلم
تدور أحداث الفيلم حول شاب بورسعيدي شهرته أبو العربي الذي يقوم بدوره الفنان هاني رمزي الذي يحب بنت بلده مهجه وتقوم بدورها الفنانة منة شلبي يأخذ أبو العربي صفة الشجاعة والشهامة من والده الشهيد والنصب والاحتيال من خاله يتعرض لضغوط من والد حبيبته مهجه الذي يقوم بدوره الفنان وحيد سيف, سافر اليونان بسبب خدعة قام بها عدوه تاجر القماش معاطي الذي يقوم بدوره الفنان صلاح عبد الله.
الفيلم أثار الجدل واعترض عليه عضو بورسعيدي في مجلس الشعب بسبب إهانته للشعب البورسعيدي حسب ما قال عن طريق شخصية أبو العربي وأيضا اعترض على اهانة ديليسيبس لأن الفنانة منة شلبي قامت بالرقص فوق التمثال. الفيلم سحب من دور العرض وعرض على مجلس الشعب وقرروا حذف 3 مشاهد.
الفيلم حقق إيرادات بلغت 5307986 جنيه مصري

## الممثلون
- هاني رمزي: (أبو العربي)
- منة شلبي: (مهجة)
- صلاح عبد الله: (معاطي)
- وحيد سيف: (والد مهجة)

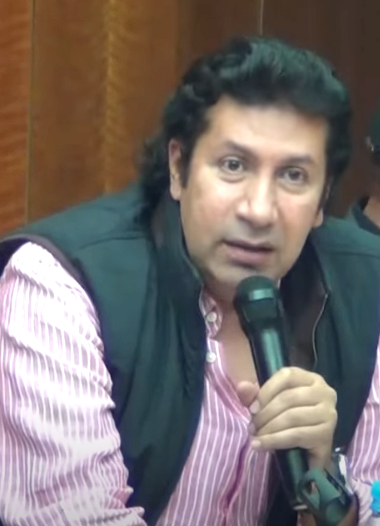
هاني رمزي (ممثل) (2014)

- طلعت زكريا: (شامبو صديق أبو العربي)
- حجاج عبد العظيم: (الضابط)
- عبد الله مشرف: (الحاج نور في اليونان)
- ميمي الشربيني: شخصيته الحقيقية (معلق المباراة)
- سليمان عيد: (سامبو)
- ليلى: (جوليا)
- حمدي السخاوي: (أبو جوليا)
- عمرو عبد الجليل: (ريس المركب)
- أنور عبد المنعم
- عبد المنعم رياض
- محمد درديرى
- ناصر شاهين
- أحمد الحلواني: (عماد)
- عادل أبو الغيط
- إسماعيل فرغلي
- حمدي هيكل
- نبوية السيد
- مصطفى الشامي: (المحافظ)
- نادية العراقية: (والدة أبو العربي)
- علي كمالو
- طارق سليمان: (مفتش جمارك)
- نورين أمين
- سحر عبد الحميد
- نورا السباعي
- محمد ناصر: طفل
- عنتر هلال
- سعيد الحناوي
- غباشي محمد
- محمد سراج
- إيمان أبو طالب
- علاء الدين
- فتحي سعد
- حمدي الأبيض

## فريق العمل
- الإخراج: محسن أحمد
- الإنتاج: الباتروس للإنتاج السينمائي
- التأليف: طارق عبد الجليل
- المونتاج: شريف عزت
- التوزيع: الإخوة المتحدين للسينما

## وصلات خارجية
- مقالات تستعمل روابط فنية بلا صلة مع ويكي بيانات